# Arc-lès-Gray
Arc-lès-Gray is een gemeente in het Franse departement Haute-Saône (regio Bourgogne-Franche-Comté). De plaats maakt deel uit van het arrondissement Vesoul. Arc-lès-Gray telde op 1 januari 2022 2.410 inwoners.

## Geografie
De oppervlakte van Arc-lès-Gray bedroeg op 1 januari 2022 12,1 vierkante kilometer; de bevolkingsdichtheid was toen 199,2 inwoners per km².

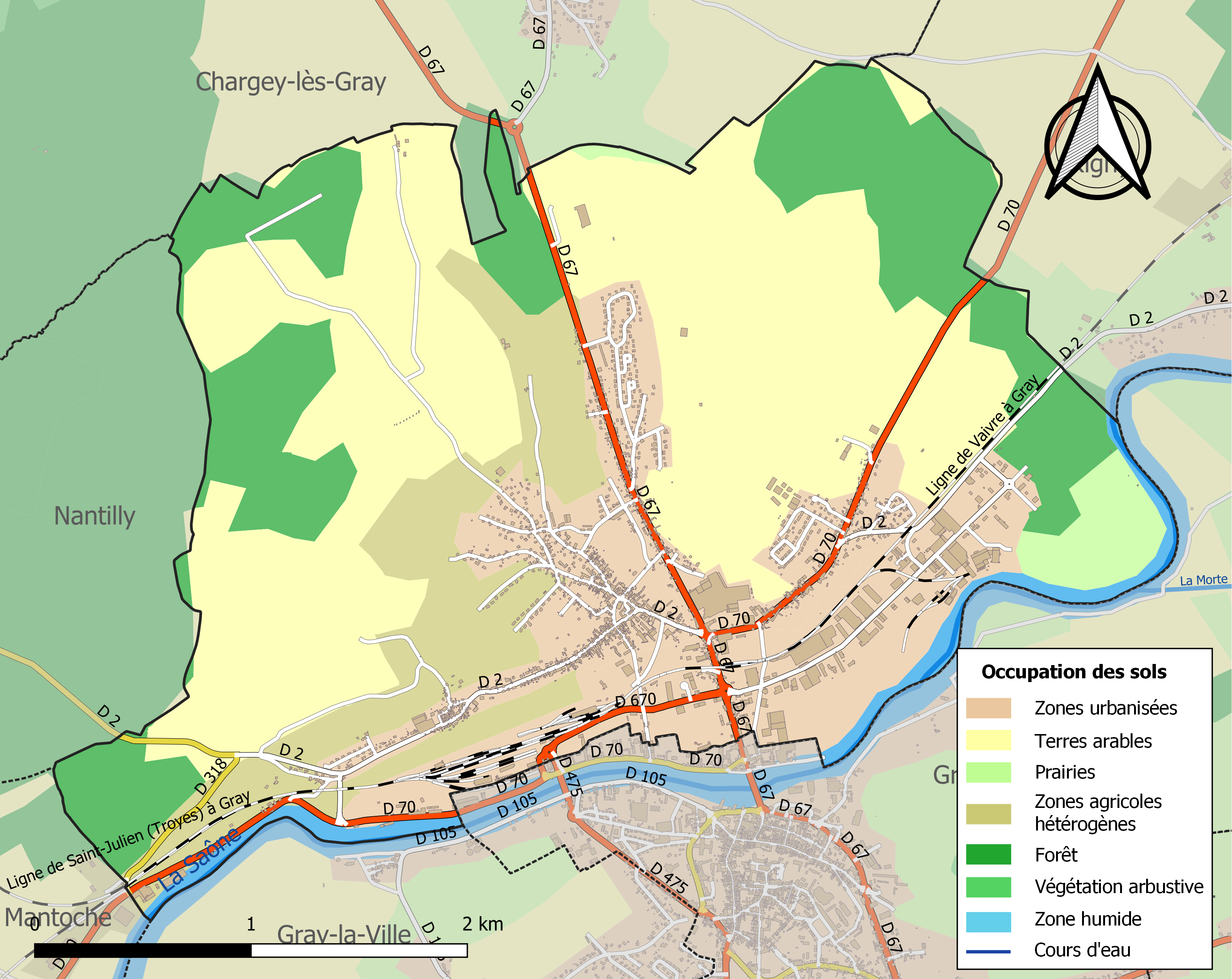
Kaart van de gemeente met de belangrijkste infrastructuur, bodemgebruik en omliggende gemeenten

## Demografie
Onderstaande figuur toont het verloop van het inwonertal (bron: INSEE-tellingen).